# 席力圖召
席力圖召（汉语拼音字母：Xireet Jûû），位于内蒙古自治区呼和浩特市玉泉区石头巷，是一座藏传佛教格鲁派寺院。席力圖召是呼和浩特市的“七大召”之一。

## 简介
席力图召坐落在呼和浩特市玉泉区石头巷北端，位于大召、小召之间。该寺坐北朝南，是呼和浩特市规模最大的寺庙。蒙古语“席力图”意为“首席”或“法座”。
席力图召始建于明朝隆庆、万历年间（1567年－1619年）。席力图召最初是个小寺，名叫“古佛寺”，即今席力图召西侧的古佛殿，由阿勒坦汗之子僧格建造。因为该寺第一世席力图活佛根据三世达赖的遗言，代表三世达赖坐其法座，寻访达赖的转世灵童，四世达赖又在该寺举行坐床典礼，从此该寺始称“席力图召”。清朝康熙三十五年（1696年），康熙帝巡幸归化城（今呼和浩特市玉泉区）时，曾在席力图召参加专门举办的诵经法会，临走之前“赐喇嘛唐古特经一部、药王经一部、珊瑚数珠、红珠宝石一盘”（见《归绥县志》）。席力图召经过修葺后，获康熙帝赐名“延寿寺”。康熙四十二年（1703年），又在召内建成了刻有满文、汉文、蒙古文、藏文四体文字的《圣祖御制延寿寺碑》以及碑亭，席力图召的宗教地位进一步提升。由于后来历世内齐托音活佛常驻科尔沁地区，所以自1708年以后，归化城掌印扎萨克达喇嘛基本由席力图召的席力图活佛担任，印务处也设在席力图召，所以民间有了“席力图召后来地位高”的说法。
席力图召的属召比大召、小召多，主要包括：巧尔齐召（延禧寺），位于呼和浩特旧城，建于清朝康熙年间；乌素图北召（广寿寺），位于呼和浩特旧城西北大青山麓，建于清朝康熙年间；希拉穆仁召（普会寺），位于今达茂旗，建于清朝乾隆年间，是席力图活佛的夏宫。
席力图召的主要建筑有：牌楼、山门、菩提过殿、大雄宝殿、古佛殿、护法殿、美岱庙、长寿佛塔、铜象。山门上悬有“灵光四澈”匾额，“灵光四澈”四个大字上方有三个小字“延寿寺”。大雄宝殿上悬有“能仁显化”匾额，落款为“大清道光十六年岁次丙申五月榖旦”。